# 스벤코옵
스벤코옵(Sven Co-op)은 하프라이프를 기반으로한 1인칭 슈팅 게임이다. 게임의 이름은 개발자 다니엘 '스벤 바이킹' 피어론(Daniel 'Sven Viking' Fearon)의 이름에서 비롯되었다. 대한민국에서는 스벤쿱으로 잘못 읽히고 있다.
게임의 진행은 하프라이프와 동일하나 차이점은 멀티플레이어를 통해 여러 명의 플레이어가 협동하여 적 NPC들을 상대하고 지도마다 있는 각종 장애물을 해결해야 한다. 플레이어가 사망한 경우 다시 부활하지만 특정 지도의 경우는 사망했을 경우 지도가 끝날 때까지 관전자로 바뀐다. 초기 출시본은 비공식 모드 게임으로 출시되었지만 5.0판부터 공식적으로 스팀을 통해 무료로 진행이 가능하다.